# Šalomounovy ostrovy
Šalomounovy ostrovy či Šalamounovy ostrovy (anglicky  Solomon Islands [ˈsɑləmən ˈaɪləndz]) jsou suverénní ostrovní stát, skládající se z šesti hlavních velkých ostrovů a více než 900 menších. Leží v Oceánii východně od Papuy Nové Guiney a severozápadně od Vanuatu. Rozloha souše činí 28 446 kilometrů čtverečních. Hlavní město, Honiara, se nachází na ostrově Guadalcanal. Název státu pochází ze stejnojmenného souostroví, zahrnujícího i ostrovy Bougainville a Buka (část Papuy Nové Guiney), do nějž se však neřadí ostrovy Rennell a Bellona a souostroví Santa Cruz. Celá tato oblast je součástí Melanésie, jedné z hlavních částí Oceánie.
Ostrovy byly obývané lidmi po tisíce let, první evropský kontakt učinil španělský mořeplavec Álvaro de Mendaña de Neira v roce 1568. Ten dal ostrovům jejich dnešní název. Spojené království Velké Británie a Irska projevilo zájem o souostroví Šalomounových ostrovů v červnu 1893, kdy kapitán Gibson R.N. z HMS Curacoa vyhlásil jižní Šalomounovy ostrovy za britský protektorát. Během druhé světové války proběhly na Šalomounových ostrovech (1942–1945) těžké boje mezi Spojenými státy a Japonským císařstvím, například v bitvě o Guadalcanal.
Oficiální jméno tehdejšího britského zámořského území bylo v roce 1975 změněno z Britského protektorátu Šalomounových ostrovů na Šalomounovy ostrovy. Samospráva byla dosažena v roce 1976, nezávislost byla vyhlášena o dva roky později. Dnes jsou Šalomounovy ostrovy konstituční monarchií v rámci Commonwealthu. Král Karel III. je zastoupen zvoleným guvernérem. Premiérem je Jeremiah Manele.

## Etymologie

### Původ názvu
V roce 1568 byl španělský mořeplavec Álvaro de Mendaña de Neira prvním Evropanem, který navštívil souostroví Šalomounových ostrovů. Pojmenoval je Islas Salomón („Šalomounovy ostrovy“) po bohatém biblickém králi Šalomounovi. Domníval se, že se jedná o onu bájnou zemi, odkud Šalomoun vozil poklady a zlato, které mělo být použito na stavbu chrámu v Jeruzalémě.
Během většiny období britské nadvlády bylo území oficiálně pojmenováno „Britský protektorát Šalomounových ostrovů“. Dne 22. června 1975 bylo území přejmenováno na „Šalomounovy ostrovy“. Když se Šalomounovy ostrovy staly nezávislými v roce 1978, zachovaly si tento název.

### Český název
V českých textech se název ostrovů vyskytuje ve dvou variantách: Šalomounovy i Šalamounovy ostrovy. Ústav pro jazyk český Akademie věd ČR uvádí ve Slovníku spisovné češtiny jako spisovné obě tyto varianty. V Internetové jazykové příručce je obsažena poznámka s odkazem na Standardizační příručku Jména států a jejich územních částí z roku 2009. Název „Šalomounovy ostrovy“ je podle ní závazný pro některé státní instituce. V neoficiální komunikaci nepovažují za chybnou ani frekventovanější podobu „Šalamounovy ostrovy“. Český úřad zeměměřický a katastrální uvádí v příručce Jména států a jejich územních částí a v Indexu českých exonym jen název „Šalomounovy ostrovy“.

## Historie

### Předkoloniální dějiny
Ostrovy byly poprvé osídleny kolem 30 000 let př. n. l. Papuánci. Austrálci kolonizovali souostroví okolo roku 4000 př. n. l. V rozmezí 1200–800 př. n. l. přijeli na ostrovy Polynésané. Pro Evropu ostrovy objevil roku 1568 španělský mořeplavec Álvaro Mendaña de Neyra, který plul z Peru.

### Koloniální období
V 18. a 19. století ostrovy kolonizovaly Velká Británie a Německé císařství, tehdy zde začala i misionářská činnost. Kolonizace byla spojena s rozvojem zemědělství. Velice časté bylo nelidské zacházení s otroky, masakry a represe vůči místnímu obyvatelstvu. Roku 1885 byl nad severními ostrovy vyhlášen německý protektorát Německá Nová Guinea, v roce 1893 vyhlásili Britové nad jižní částí souostroví Britský protektorát Šalomounovy ostrovy. K protektorátu byly postupně připojeny okolní vzdálenější ostrovy. V roce 1900 přešly pod britskou správu některé z německých severních Šalomounových ostrovů, ostrovy Buka a Bougainville však zůstaly pod kontrolu Německa. Britský protektorát tak dostal zhruba hranice dnešního státu.

### Druhá světová válka

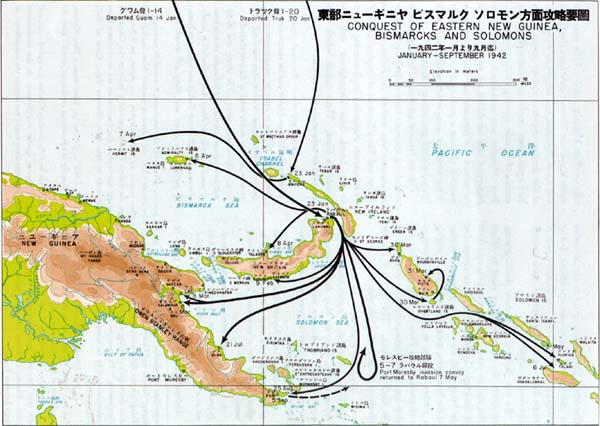
Japonský postup v jihozápadním Pacifiku, včetně obsazení Šalomounových ostrovů

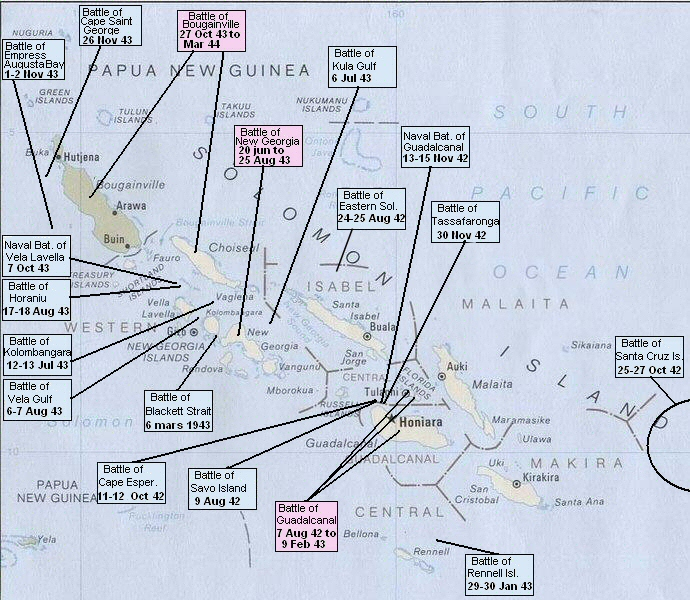
Významné bitvy šalomounské kampaně 1942 - 1943

Po vypuknutí druhé světové války byla většina obyvatel evakuována do Austrálie. Zemi obsadili Japonci a začali odtud letecky útočit na zásobovací lodě plující z USA do Austrálie a Nového Zélandu. Spojenci znepokojeni tímto vývojem se rozhodli toto strategické místo vrátit pod svou kontrolu. Ráno 7. srpna 1942 se Spojenci vylodili na ostrově Guadalcanal a tím začala jedna z nejdůležitějších a nejkrvavějších bitev mezi japonskými a spojeneckými silami v Tichomoří. Po krvavých bojích byli Japonci 7. února 1943 z ostrova vytlačeni. Byla to první pozemní bitva, ve které Spojenci porazili Japonce. Spojenci poté zahájili postup na západ přes Šalomounovo souostroví směrem k Rabaulu. Na některých ostrovech zůstaly japonské posádky izolované až do konce války.

### Nezávislost
Po válce se na ostrovy vrátili Britové. Od roku 1948 začíná na Šalomounových ostrovech působit organizace Maasina Ruhu. Tato skupina organizovala stávky a občanské nepokoje po celých ostrovech. Během 50. let však důležitost organizace začala klesat. V roce 1960 byl ustaven první politický systém na ostrovech a v roce 1974 byly přijaty všechny základní svobody a země byla nasměrována k parlamentní demokracii. Autonomie byla udělena v roce 1976 a v roce 1978 Šalomounovy ostrovy vyhlásily nezávislost. V roce 1980 se konaly první svobodné volby. Země se stala členem Commonwealthu.

### Současnost
Od roku 1998 začalo panovat napětí mezi dvěma hlavními etniky na ostrovech, které vyvrcholilo v násilné střety. Vláda ztratila kontrolu nad většinou území a země se ocitla v chaosu. Mezinárodní síly vedené Austrálií ukončily nepokoje v roce 2003. Napětí však v zemi trvá dál. V roce 2006 se konaly nové volby.
2. dubna 2007 zasáhlo Šalomounovy ostrovy zemětřesení, které zapříčinilo následnou vlnu tsunami. Ostrovy byly zcela odříznuty od světa. Místní obyvatelé utekli před tsunami do hor. Celkové ztráty na životech činily přes 50 lidí.

## Státní symboly

### Vlajka
Vlajka Šalomounových ostrovů je tvořena listem o poměru stran 1:2, rozděleným šikmým žlutým (zezdola nahoru) pruhem na horní modré a dolní tmavě zelené trojúhelníkové pole. V modrém poli je u žerdi umístěno pět bílých pěticípých hvězd (2+1+2).

### Znak
Státní znak Šalomounových ostrovů je tvořen žlutým štítem, rozděleným zeleným ondřejským křížem na čtyři pole. V levém i pravém poli je v přirozených barvách mořská želva. Přes kříž je položen hnědý, melanéský štít na dvou zkřížených harpunách a luku se dvěma šípy. V modré hlavě štítu je zlatý orel na větvi mezi dvěma černými, letícími fregatkami. Štítonoši jsou zelený aligátor (z pohledu seshora) a modro-stříbrný žralok (z pohledu zespoda). Nad štítem je přilba s modro-stříbrnými přikryvadly a točenicí, v klenotu je průřez domorodého člunu a zlato-oranžové, stylizované slunce. Pod štítem je stylizovaná, černá silueta dvouhlavé fregatky, pod ní červeně podšitá stuha s černým mottem TO LEAD IS TO SERVE v angličtině (česky Vést znamená sloužit).

## Politika

### Mezinárodní vztahy
Šalomounovy ostrovy jsou členy Organizace spojených národů, Commonwealthu, Fóra tichomořských ostrovů, Komise pro jižní Tichomoří, Mezinárodního měnového fondu a dalších významných organizací.

### Administrativní členění
Pro místní správu je země rozdělena do deseti administrativních oblastí, z nichž devět jsou provincie spravované zvolenými provinčními shromážděními a desátou je hlavní město Honiara, spravované městskou radou Honiara.
| # | Provincie                 | Hlavní město | Hejtman                | Rozloha [km²] | Počet obyvatel sčítání lidu 1999 | Počet obyvatel sčítání lidu 2009 | Počet obyvatel sčítání lidu 2019 |
| - | ------------------------- | ------------ | ---------------------- | ------------- | -------------------------------- | -------------------------------- | -------------------------------- |
| 1 | Centrální provincie       | Tulagi       | Stanely Manetiva       | 615           | 21 577                           | 26 051                           | 30 318                           |
| 2 | Choiseul                  | Taro Island  | Harrison Benjamin      | 3 837         | 20 008                           | 26 371                           | 30 775                           |
| 3 | Guadalcanal               | Honiara      | Francis Belande Sade   | 5 336         | 60 275                           | 93 613                           | 154 022                          |
| 4 | Isabel                    | Buala        | Lesley Kikolo          | 4 136         | 20 421                           | 26 158                           | 31 420                           |
| 5 | Makira-Ulawa              | Kirakira     | Julian Maka'a          | 3 188         | 31 006                           | 40 419                           | 51 587                           |
| 6 | Malaita                   | Auki         | Martin Fini            | 4 225         | 122 620                          | 137 596                          | 172 740                          |
| 7 | Rennell a Bellona         | Tigoa        | Japhet Tuhanuku        | 671           | 2 377                            | 3 041                            | 4 100                            |
| 8 | Temotu                    | Lata         | Clay Forau             | 895           | 18 912                           | 21 362                           | 25 701                           |
| 9 | Západní provincie         | Gizo         | David Gina             | 5 475         | 62 739                           | 76 649                           | 94 106                           |
| – | Teritorium hlavního města | Honiara      | Eddie Siapu (primátor) | 22            | 49 107                           | 64 609                           | 129 569                          |
|   | Šalomounovy ostrovy       | Honiara      | –                      | 29 785        | 409 042                          | 515 870                          | 750 956                          |

### Přírodní poměry
Hlavní souostroví se skládá ze dvou řad hornatých ostrovů. Horské hřebeny, dosahující výšek 1500 až 2000 metrů, procházejí hlavními ostrovy s jihovýchodním směru. Nejvyšší horou není Mt. Makarakomburu na ostrově Guadalcanal (dříve 2447 metrů), po nedávném přeměření je nižší a nejvyšší horou se stal Mt. Popomanaseu (2335 metrů). Pobřeží provázejí korálové útesy, ztěžující přístup lodím. Ostrovy mají teplé tropické podnebí. Vlhké období trvá 8-10 měsíců a roční úhrn srážek je 2000 až 3000 mm. Průměrné roční teploty se pohybují mezi 24-28 °C. V zimních měsících postihují souostroví silné uragány. Převážná část plochy ostrovů je porostlá bujným tropickým rostlinstvem, především hustými deštnými lesy.

## Hospodářství

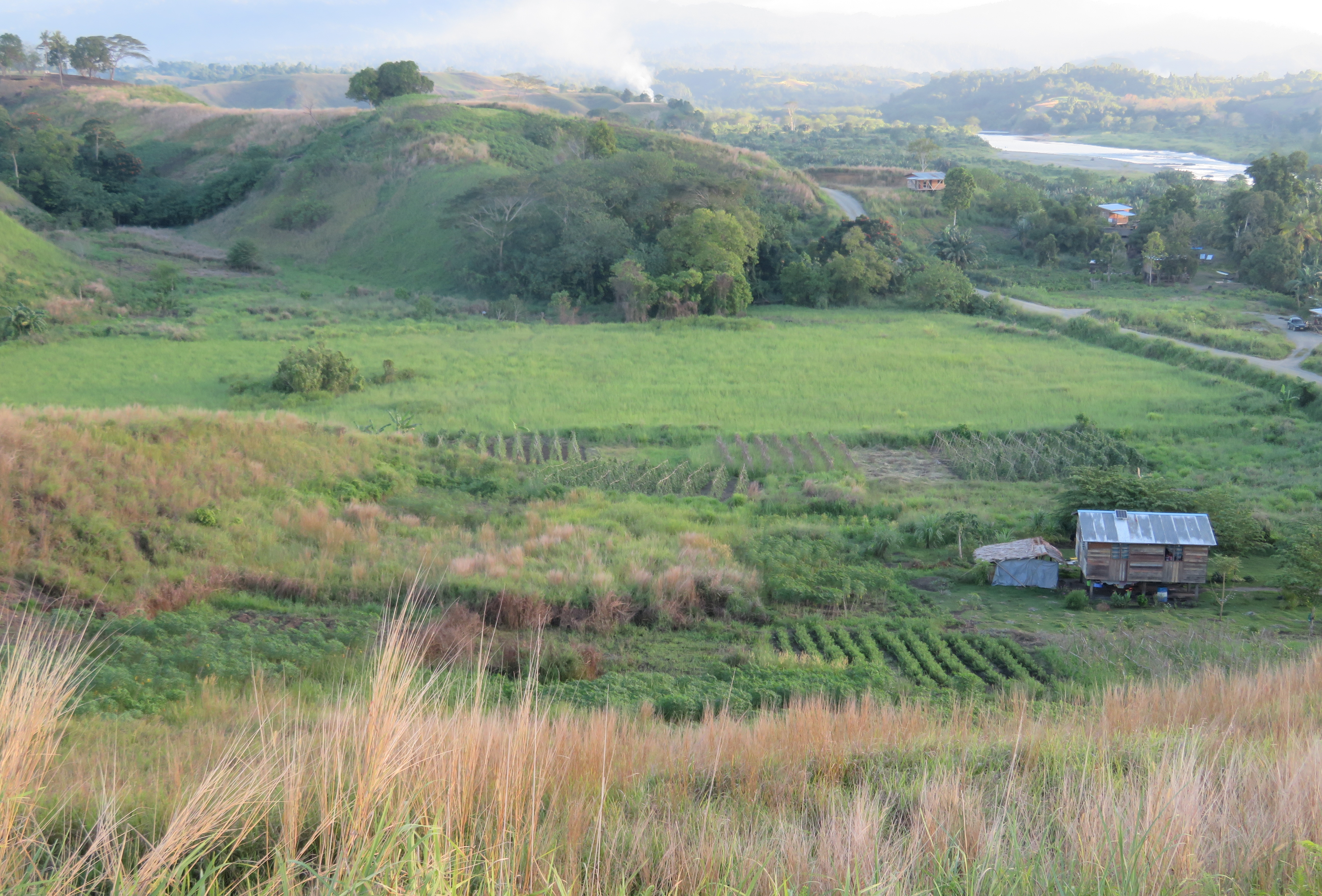
Ostrov Guadalcanal

Šalomounovy ostrovy jsou rozvojový zemědělský stát. Z nerostných surovin se těží zlato. Sklízí se kokosové ořechy, kopra, palmová jádra, batáty, taro, jamy, kakao, tropické ovoce a koření. Pro živočišnou výrobu je důležitý rybolov, ryby tvoří 20 % vývozu, dále chov prasat, skotu a drůbeže. Nejvýznamnější je těžba dřeva, která zajišťuje 60 % vývozu. Důležitá je i letecká doprava.